# 우리 집의 역사
《우리 집의 역사》(일본어: わが家の歴史 와가야노 레키시[*])는 후지 TV 계열에서 2010년 4월 9일부터 4월 11일까지 방송된 3일 연속 스페셜 드라마이다.

## 개요
후지 TV 개국 50주년 기념 스페셜 드라마로 방송됐다. 2006년에 기획이 시작됐으며, 4년에 걸쳐 완성된 작품이다.
쇼와 2년부터 쇼와 39년까지 격동의 시대를 밝게 살았던 야메 가 인물의 이야기를 그린 미타니 고키 각본의 홈 드라마이다. 대부분 허구이지만, 당시 풍속이나 사건, 실존 인물 등이 야메 가와 그 주위의 관점을 통해 다수 등장한다.
2010년 국제 드라마 페스티벌 in TOKYO의 단막 드라마 부문에서 작품상 그랑프리를 수상했다.

## 줄거리
쇼와 20년(1945년) 종전을 맞이한 일본의 하카타에 사는 아메 가는 사업에 실패한 아버지 도키지로를 대신해 장녀 마사코가 동생들을 돌보게 된다. 가난한 생활 하던 중 나카스의 클럽 『긴 밤』에서 일하기 시작한 마사코는 가계 경영자인 오니즈카 다이조를 알게되고 첫 눈에 반한다. 그에게는 사업 파트너인 아내가 있었으나, 하카타를 부흥시키려는 열정과 가족을 돌봐주겠다는 말에 그와의 결혼을 결심한다.

## 등장 인물

### 야메 가(家) 인물
- 야메 마사코 - 시바사키 코우 (어린시절: 시이나 루카 - 쇼와20년 <1932년>)

야메가의 장녀. 아버지 도키지로의 사업 실패로 추락한 야메 가를 지원하기 위해, 나카스의 클럽에서 일하기 시작한다. 그러던 중 오니즈카 다이조에 만나게 된다. 다이조는 이미 아내가 있었기 때문에 첩으로 결혼. 하카타에서 도쿄로 사업 전개를 시작한 다이조의 희망도 있어, 친정 가족과 함께 도쿄로 이사한다. 다이조의 사망 이후 생활은 곤란하지만, 어린 미노루의 성장에 희망을 가지고 가족의 지원을 계속한다.
- 오니즈카 다이조 - 사토 코이치

나카스에서 클럽을 운영하는 사업가. 부사장인 치아키라는 본처가 있지만, 마사코를 첩으로 맞아 "두 번째 결혼"을 한다. 도쿄 진출도 완수하여 사업도 순조롭게 보였지만, 위암에 쓰러져 마지막은 하카타의 병원에서 숨을 거둔다.
- 야메 도키지로 - 니시다 토시유키

야메 가의 아버지, 수많은 사업에 손을 대지만 연이어 실패한다. 마지막으로 실패했던 "후라린구"는 다이조가 마사코와 아들 미노루를 위해 남긴 통장에 몰래 손을 대어 발명한 것이었다.
- 야메 마키 - 후지 스미코

도키지로와 결혼하여 5명의 아이를 낳았다. 오로지 가족 생각뿐인 어머니로, 마사코의 클럽 근무에 반대하지만, 마사코의 권유로 결국 '긴 밤'에서 요리사로 일하게 된다. 마사코가 다이조의 첩이 되는 것에 크게 반대했다.
- 야메 요시오 - 마츠모토 준 (어린시절: 카베 아몬 - 쇼와20년<1932년>, 아키야마 준 - 쇼와31년<1943년>)

야메 가의 장남. 도쿄 대학에 진학해 이토카와 교수와 로켓 연구를 한다. 누나 마사코의 친구이기도 한 이치노세 유카리와 사랑에 빠지지만 유카리의 부모님이 반대로 위기를 맞는다. 홋카이도에서 맞선을 보고 있던 유카리를 그 자리에서 약탈, 도야마루 해난 사고에 휘말려, 무사히 구조됐지만 유카리는 행방불명 된다.
- 야메 무네오 - 사토 류타 (어린시절: 타카자와 후보미치 - 쇼와20년<1932년>, 카게야마 쥬키야 - 쇼와31년<1943년>)

야메 가의 차남. 다양한 직업을 전전하지만, 후루카와 유럽의 심부름꾼으로 코미디언을 목표로 하고 있다.
- 야메 나미코 - 호리키타 마키 (어린시절: 시노카와 모모토 - 쇼와20년<1932년>, 미야타케 미오 - 쇼와31년<1943년>)

야메 가의 차녀. 출판사에 취직하였고, 괴짜 작가 아노 산세이와 결혼한다. 후에 편집장된다.
- 야메 후사코 - 에이쿠라 나나 (어린시절: 타부치 유이 - 쇼와20년<1932년>, 스즈키 마이카 - 쇼와31년<1943년>)

야메 가의 삼녀. 그림을 좋아하여 미술 대학에 진학해 미술 선생님되지만, 어릴 적부터 좋아했던 데즈카 오사무의 어시스턴트가된다. 츠루짱에게 데이트를 신청한다.
- 야메 미노루- 가토 세이시로(어린시절), 야쿠쇼 코지(나레이션으로 등장한다.)

마사코와 다이조의 아들. 아버지 다지오의 죽음으로 내향적인 성격으로 성장하여, 친구들 사이에서도 고립되어있다. 이야기는 지속적으로 미노루가 자신의 부모와 그 가족의 생활 모습, 시대 배경에 대해서 말하는 형식을 취한다.
- 이치노세 유카리 - 나가사와 마사미

마사코의 친구. 도쿄 대학 진학 후, 요시오의 연인이 되지만, 교제를 부모님이 반대된다. 그 후, 홋카이도에서 맞선을 하고 있던 때 요시오와 사랑의 도피를 하게 되지만, 도야마루 해난 사고에 휘말린다. 유카리는 기억을 잃고 아오모리에 있었지만, 도쿄에 돌아오면 부모님은 도망가는 두 사람을 쫓아 도야마루에 승선하고 있었기 때문에 그 때의 사고로 사망했다는 소식을 듣게 된다. 집 또한 매물로 나와 모든 것을 잃고 망연자실하며 모든 걸 잊고 스트리퍼로 일하게 된다.
- 오니즈카 치아키 - 아마미 유키

다이조의 본처로 회사의 부사장이다. 마사코가 다이조의 마음에 든것을 한눈에 알아차린다.
- 츠루짱(후사코의 남편) - 오이즈미 요 (어린시절: 사토 류헤이 - 쇼와31년<1943년>)

야메 가의 소꿉친구. 후사코와의 교제를 마사코에 반대 당하지만, 야메 가에게 인정받기 위해 훌륭한 남자가 될 것을 결의하고 다양한 직업에 종사한다.
- 오우라 류고(마사코의 옛 연인) - 타마야마 테츠지

마사코의 옛 연인이었지만 전쟁으로 소집되어 만주에서 전사했다고 통보되어 온다. 그러나, 사실은 살아 있었으며, 시베리아 억류를 통해 귀환한다. 고향에 돌아온 후 마사코가 다이조의 '아내'가 되었다는 소식을 듣게 된다. 그 후 좌익 운동에 참여하지만 좌익 단체의 주모자가 걸려있다는 것에 운동에서 손을 씻고, 도카이도 신칸센의 역무원으로 일하게 된다.
- 아노 산세이(나미코의 남편) - 야마모토 코지

소설가 출판사에 근무하는 나미코의 담당이 되어, 곧 사랑에 빠지게 되고 결혼한다. 완미한 성격을 갖고 있다.
- 마리아 - 스즈키 사와

마사코와 함께 클럽의 호스티스를 하고 있었지만, 클럽에서 일하는 무네오와 결혼한다.
- 타다시 고로 - 아난 켄지

클럽 "긴 밤"의 지배인. 마사코가 다이조의 마음에 든 것을 한눈에 간파, 마사코를 채용한다. 다이조의 아내가 된 마사코에 물심양면 도와주고, 야메 가에도 친절하다. 다이조의 사망 후에도 마사코에게 남겨진 재산 관리를 하고 있었다. 마사코에게 마음을 고백을 하지만 거절되고 자존심이 상해 재산을 가지고 달아난다.
- 고가 시요지- 타카다 쥰지

도키지로의 친구로, 함께 종종 사업을 하지만 실패하고 있다.

### 시대의 인물
- 에모토 겐이치 - 키나시 노리타케

도키히로와 텐돈가게에서 만난다.
- 무라타 히데오 - 나카오 아키요시

공습으로 대피한 야메 가와 함께하게 된다.
- 하세가와 마치코 - 와쿠이 에미

마사코와 후사코와 암시장에서 만난다.
- 하타 마사노리 - 이마이 유키

해안에서 마사코와 만난다.
- 미소라 히바리 - 아이부 사키, 사쿠라 마야 (10세)
- 다카쿠라 겐 - 오구리 슌

규슈에서 상경하는 야메 일가와 열차로 함께 이동한다.
- 역도산 - 야마구치 토모미츠

본처 치아키의 상경에 괴로워 하는 마사코를 격려한다.
- 이토카와 히데오 - 타카시마 마사노부

공학자. 로켓을 개발한다.
- 시라이 요시오 - 다케다 신지
- 구로사와 아키라 - 우카지 다카시

오디션을 보러 온 무네오를 채용하지 않는다.
- 나카다이 다츠야 - 야마다 다카유키

무네오와 함께 "칠인의 시" 오디션을 받는다.
- 후루카와 유럽 - 이토 시로

무네오의 보조를 받고 있다.
- 엔도 슈사쿠 - 야시마 노리토

산세이의 친구. 마사코와 함께 마루야마 아키히로의 샹송을 들으러 간다.
- 마루야마 아키히로 - 웬츠 에이지
- 마릴린 먼로 - Zina Blausova

일본에 와서 머물고 있던 호텔에 후사코가 일하고 있다.
- 테즈카 오사무 - 후지와라 타츠야

후사코를 조수로 고용한다.
- 마스다 코조 - 우치노 마사유키

도키지로와 공원에서 만나 장기를 한다.
- 야마시타 기요시 - 츠카지 무가

친구가 없는 미노루가 유일한 사이가 좋아진 화가. 츠카지는 "알몸의 대장방랑기"등으로 야마시타 기요시 역을 연기하고 있다.
- 나가이 가후 - 이시자카 고지

작가. 스트립 극장에 틀여박혀 있다. 쓰러진 유카리를 돕는다.
- 기시 노부스케 - 코히나타 후미요

안보 투쟁 당시 츠루짱에 힘입어 신변 경호에 발탁된다.
- 요시다 시게루 - 가도노 다쿠조

도키지로가 존경하는 인물. 오이소에서 은거 생활을 보내고 있었을 때에 도키지로를 만난다.
- 이케다 하야토 - 미야가와 다이스케

츠루짱이 신변 경호에 임하고 있는 국무 총리.

### 그 외 인물
- 시시마루 주이치 - 나카이 기이치

도쿄의 유력자로 첫 대면시 다이조와의 대결 매출의 절반을 받아들여 위협을 느끼고 권총을 꺼내들지만 훗날 다이조와 친구가 된다. 나중에 마사코를 돕는다.
- 미야자키 마사시 - 오카다 마사키

도쿄에서 일어난 암거래 금융 사건의 주모자.
- 히이라기 슈지(죠니) - 테라지마 스스무

무네오 회사의 동료로 무네오에게 미국에서의 나쁜 영향을 주며, 그로부터 빚까지 있었다. 현금 수송 차량 습격 용의자로 체포된다.
- 이와이 공장장 - 타야마 료세이

마사코가 일하고 있던 트랜지스터 공장의 공장장.
- 이치노세 - 에노키 타카

아치노세 유카리의 아버지. 철강 회사의 사장. 마사코가 첩인것을 이유로 유카리와 요시오의 교제를 반대한다.
- 쇼출판 편집장·모로 호시 - 하바 유이치

나미코의 상사. 나미코를 편집장에게 발탁됐다.
- 오오츠키 - 아사노 카즈유키

데즈카 오사무 담당 편집자. 조수로 일하고 있던 후사코가 만화가의 꿈을 말한다.
- 데즈카 오사무 담당 편집자 - 이노 마나부
- 이와이 공장장 - 타야마 료세이

마사코가 일하고 있던 트랜지스터 공장의 공장장.
- 신사 관리인 - 누쿠미즈 요이치
- 클럽 손님 - 아리조노 요시키
- 클럽 손님 - 이토 마사유키
- 클럽 손님 - 노조에 요시히로
- 바텐더 - 마시마 히데카즈
- 다나카 요네가(슈지) - 이케타니 노부에

(죠니)의 연인으로 현금 수송 차량 습격은 공범이 된다.
- 신라 반죠- 요시무라 타카시

학생 연극 연출가이자 학생 운동의 리더.
- 우스 - 사카모토

극단 삐카로 단원.
- 경찰 예비 대의 대장 - 야마니시 아츠시

츠루짱의 소속 경찰 예비 대의 대장. 츠루짱에 경찰 예비대와 경찰의 차이를 가르친다.
- 시시마루의 비서 - 시호도 와타루

다이조의 집에 시시마루와 동행한다.
- 구로사와 감독의 조수 - 노마구치 토오루
- 닥터 - 후미 마사토

오니즈카의 의사.
- TV 프로듀서 - 콘도 요시마사
- TV 프로그램의 AD - 하마다 가쿠
- 우루시하라 - 이이다 키스케
- 군복의 남자 - 우메노 야스키요

우루시바라의 상사로 쿠데타의 주모자.
- 유치원 선생님 - 기무라 미도리코

미노루가 다니는 유치원 선생님. 마사코에 미노루의 특별 학급 진입을 추천하며, 미노루와 함께있는 시간을 갖도록 설득한다.
- 호스티스 (유카리의 동료 - 인게) - 도구치 요리코
- 개그맨 (후루카와 유럽과 협연) - W 콜론
- 형사 - 사토 치카우
- 화장터 남자 - 시마즈 켄타로
- 스트리퍼 - 사쿠라이 치즈
- 야마자키 유타
- 호소야마다 타카히토
- 코바시 켄타 (프로 레슬링 노아)
- 아키야마 준 (프로 레슬링 노아)
- 다카세 아키코
- 히라마츠 케이
- 후지오카 타로

## 제작진
- 기획 : 오오타 토오루, 와다 코우
- 협력 프로듀서 : 시무다 토오루, 나리타 카즈키, 카와카미 카즈오
- 프로듀서 : 시게오카 유미코, 이니다 히데키, 에모리 히로코
- 연출 : 코노 케이타
- 각본 : 미타니 고키
- 감독 보조 : 미키 시게루
- 조감독 : 아사히 요코
- 촬영 : 이토 세이이치
- 미술 : 야나가와 카즈오
- 음악 : 하토리 타카유키
- 라이트 협력 : 데즈카 프로덕션
- 영상 협력 : 창조 파이브, NHK, 일영화 아카이브
- 사진 제공 : 아사히 신문사, 요미우리 신문사, 마이니치 신문사
- 음악 협력 : 후지 퍼시픽 음악 출판
- 음악 제작 : 페이스 뮤직
- 협력 : 바스크, 후지아루
- 제작 협력 : 공동 TV
- 제작 저작권 : 후지 TV

## 주요 촬영지
- 지바현 지바시
- 후쿠오카현
  - 기타큐슈시
  - 이즈카시
  - 타가와 시
- 구마모토현 아라 시
- 오이타현 오이타 시
- 군마현
  - 기류 시
  - 미도리 시
- 도치기현 아시카 시
- 중국 상하이

## 방송일 및 부제·시청률
| 각 화                                     | 방송일          | 부제(원어)                                      | 부제(풀이)                                            | 시청률 |
| ----------------------------------------- | --------------- | ----------------------------------------------- | ----------------------------------------------------- | ------ |
| 제1화                                     | 2010년 4월 9일  | 空前のスケール超豪華キャスト史上最強作今夜誕生! | 공전의 스케일 초호화 캐스팅 사상 최강 작품 오늘 탄생! | 21.2%  |
| 제2화                                     | 2010년 4월 10일 | 一家を襲う新たな運命 波乱の恋                   | 일가를 덮친 새로운 운명 파란의 사랑                   | 18.4%  |
| 제3화                                     | 2010년 4월 11일 | 一家を襲う最大危機 感動最終章                   | 일가를 덮친 최대 위기 감동 최종장                     | 21.1 % |
| 평균 시청률: 20.3%                        |                 |                                                 |                                                       |        |
| (시청률은 간토 지방·비디오 리서치사 조사) |                 |                                                 |                                                       |        |